# Sooke
Els sooke o t'sou-ke són una tribu ameríndia de parla salish. El 2000 eren 657 individus que ocupaven dues reserves de 62,7 hectàrees al sud de l'illa de Vancouver (Colúmbia Britànica).
El nom deriva de les tribus Sookdels salish dels estrets. Foren gairebé anihilats en un atac combinat dels cowichan, klallam i nitinaht el 1848. La derivació de "sooke" prové del nom nadiu d'un peix (Gasterosteus aculeatus) que habita el territori. Molt aviat també van contactar amb els europeus de la Hudson's Bay Company. Per la Joint Reserve Commission del 1877 els atribuïren dues reserves.
El cap actual de la tribu és David Planes.